# 重松花鳥
重松 花鳥（しげまつ あとり、1968年6月28日 - ）は、日本の女優、声優、ナレーター。東京都出身。VOICEプロダクション「アルカンシェル」(株アクトゥリス）所属。

## 略歴
東京都立小平南高等学校卒業。
以前は、81プロデュース、ウイットプロモーション、プロダクション東京ドラマハウスに所属していた。
2014年4月1日より、VOICEプロダクション「アルカンシェル」所属。

## 人物
趣味はテニス、フィギュアスケート鑑賞、都内温泉巡り。特技はおしり歩き、着付け、ピアノ。
資格は普通自動車免許、ヤマハピアノグレード6級。
好きな動物は猫。

## 出演
太字はメインキャラクター。

### テレビアニメ
- ともだち、大好き（担任教師）
- ひょうたん童子（黄童子・紺童子）

1999年
- 金田一少年の事件簿（少女、看護婦）
- デジモンアドベンチャー（1999年 - 2000年、ピヨモン、ピョコモン、バードラモン、ガルダモン）

2000年
- デジモンアドベンチャー02（2000年 - 2001年、ピヨモン、バードラモン、ガルダモン）

2003年
- 金色のガッシュベル!!（手下、イタリア娘）

2005年
- DIGITAL MONSTER X-evolution（ガルダモン）

2017年
- クリオネの灯り（ミノリの伯母）

2020年
- デジモンアドベンチャー:（2020年 - 2021年、ピヨモン、ピョコモン、バードラモン、ガルダモン、ホウオウモン）

### 劇場アニメ
2000年
- デジモンアドベンチャー ぼくらのウォーゲーム!（ピヨモン）
- デジモンアドベンチャー3D デジモングランプリ!（ピヨモン）

2015年
- デジモンアドベンチャー tri. 第1章「再会」（ピヨモン、太一の母）

2016年
- デジモンアドベンチャー tri. 第2章「決意」（ピヨモン）
- デジモンアドベンチャー tri. 第3章「告白」（ピヨモン）

2017年
- デジモンアドベンチャー tri. 第4章「喪失」（ピヨモン）
- デジモンアドベンチャー tri. 第5章「共生」（ピヨモン）

2018年
- デジモンアドベンチャー tri. 第6章「ぼくらの未来」（ピヨモン）

2020年
- デジモンアドベンチャー LAST EVOLUTION 絆（ピヨモン）

### OVA
- ドラゴニア（プリシラ・モーガン）
- アクトゥリス「Knife」

### ゲーム
- D×2 真・女神転生 リベレーション
- デジモンアドベンチャー（ピヨモン[13]、ピョコモン、バードラモン、ガルダモン、ホウオウモン）
- デジモンバトルクロニクル（ピヨモン）
- デジモンレーシング（ピヨモン）
- マナケミア 〜学園の錬金術士たち〜初回特典CD「ニケ編」（ニケの祖母）
- 魔導物語I 〜炎の卒園児〜（友達1）表記：重松アトリ
- ソフィーのアトリエ 〜不思議な本の錬金術士〜（マルグリット）
- ECHO OF SOUL
- VENUS PROJECT（アリツェ / 千景乃愛）
- ICARUS ONLINE（ナザレ）
- 空と大地のクロスノア（猪八戒）
- 共闘ことばRPG コトダマン（2023年、ピヨモン / ガルダモン[14]）
- パズドラ（2024年、ピヨモン / バードラモン / ガルダモン

### WALLOP
- スマホ専用放送局WALLOP
- ラディカルバラエティぐる★ラジ!!
- 温泉女
- 魔法学園ルビー☆サファイヤ（魔法生物ブー）
- 宇宙の料理ショー（ハルカマクガイヤ）
- ひばり急行（あとり）
- ムラサキ姫子のこども電話相談室（ムラサキ姫子）
- ぐる★ラジ!!その鳥！飛べ？（パーソナリティ）
- ぐる★ラジ!!おしゃべりTuesday（パーソナリティ）

### 吹き替え
- ヤングライダーズ
- 戦慄の航海（トゥーニー）
- バッド・デイズ（グウェン）
- アート・オブ・デビル（キャスター）

### CD
- デジモンアドベンチャー ベストパートナー！「武ノ内空＆ピヨモン」
- デジモンアドベンチャー02 ベストベストパートナー！「デジモン編」
- キャラクターソング「進化でガッツ！」
- デジモンアドベンチャー・キャラクターソング＋ミニドラマ1〜3
- デジモンミュージック100タイトル記念作品 「We LoveDigimonmusic（完全生産限定盤）」

### ナレーション・CM
- BS朝日 熱中世代 大人のランキング
- FANCLえんきん・コシラックス
- 三井住友海上あいおい生命 / こども保険
- なぎら健壱の秋田をフォトる！
- 新島・式根島インフォマーシャル
- J:COM
- 大塚製薬ウルオス
- オリコ
- イオン
- テックインフォメーションステムズ
- トッパン・フォームズ
- ナガワ
- 原一探偵事務所
- カーディフ損害保険
- 杉養蜂園
- 第一勧業銀行
- 新小岩商店街
- 東栄信用金庫
- アジエンス
- ドン・キホーテ
- 花王
- ウィルキンソン
- 水の旅路〜Fusion of nature
- 関東学院大学
- ドコモ栃木
- DIY生命

### ラジオ
- StackArt 早苗と花鳥の飲んだくれ二人組（パーソナリティ）
- e-Radio 祭田・花鳥の爆裂診療所（パーソナリティ）
- NHK ビットくんがやってきた（ビット）
- トークひぽぽたます（ゲスト）
- 水谷優子のアニメ探偵団（ゲスト）

### TV
- QVC（商品アドバイザー）
- テレビ朝日やじうまテレビ（ボイスオーバー）
- 三菱電機
- テレビ埼玉通信大学

### 舞台
- 東京セレソンデラックス公演「夕」夕の母役 サタケミキオ作 宅間孝行演出
- 東京セレソン公演「律儀な気味の照れ笑いは夕闇にすすけてたし・・」 伊藤秀裕作・演出
- 81ドラマティックカンパニー公演「夢の海賊」豚の磨き屋役 横内謙介作 中尾隆聖演出
- 81プロデュース公演「ローマで起こった奇妙な出来事」鈴木清信演出
- 劇団風力写真機「あした天気になぁれ」 ふたくちつよし作・演出
- みおひめ公演「留守/頼母しき求縁」岸田國士作 しままなぶ演出
- Party吉祥（吉祥美玲恵）プロデュース「だいぶ♪ライブ」
- 有賀公彦プロデュース T・V・Cライブ
- まるたまりプロデュース JAZZライブ
- らんらん（中山嵐々）ロッテンマイヤーショウ
- ボイスハート（朗読公演）「ちょっといい話」演出小林通孝
- アクトゥリス（リーディングライブ）「オルフェ・カフェ」演出 Takako（水倉久美子） / Ikkyu

### キャラクターボイス
- 三井住友海上きらめき生命 イメージキャラ（ナーナ）
- NHKKidsTVユメディア号 MC＆イメージキャラ（ビット）
- どうぶつむらのうんどうかい
- ALTの授業攻略発音トレーニングセット
- 弥生・縄文イベント（イメージキャラ）

### 司会
- 音楽と詩劇「ブーケ・デ・コンセール〜晩春の協奏」
- フラダンス「HuLa Halau Sweet Pua Melia」
- Hula「カヒコ&アウアナ」
- 12周年記念公演「アロハ・クゥ・ホメ・イ・マノ・ポエ」
- 真島公平ファンミーティング

### その他
- 東京アニメーションカレッジ専門学校非常勤講師（声優学科）
- アクターズスタジオ サロンドアクトゥリス 常任講師